# Johann Friedrich Hennig
Johann Friedrich Hennig (* 6. September 1750 in Berlin; † 10. August 1814 ebenda) war ein deutscher Grafiker, Maler und Kupferstecher.

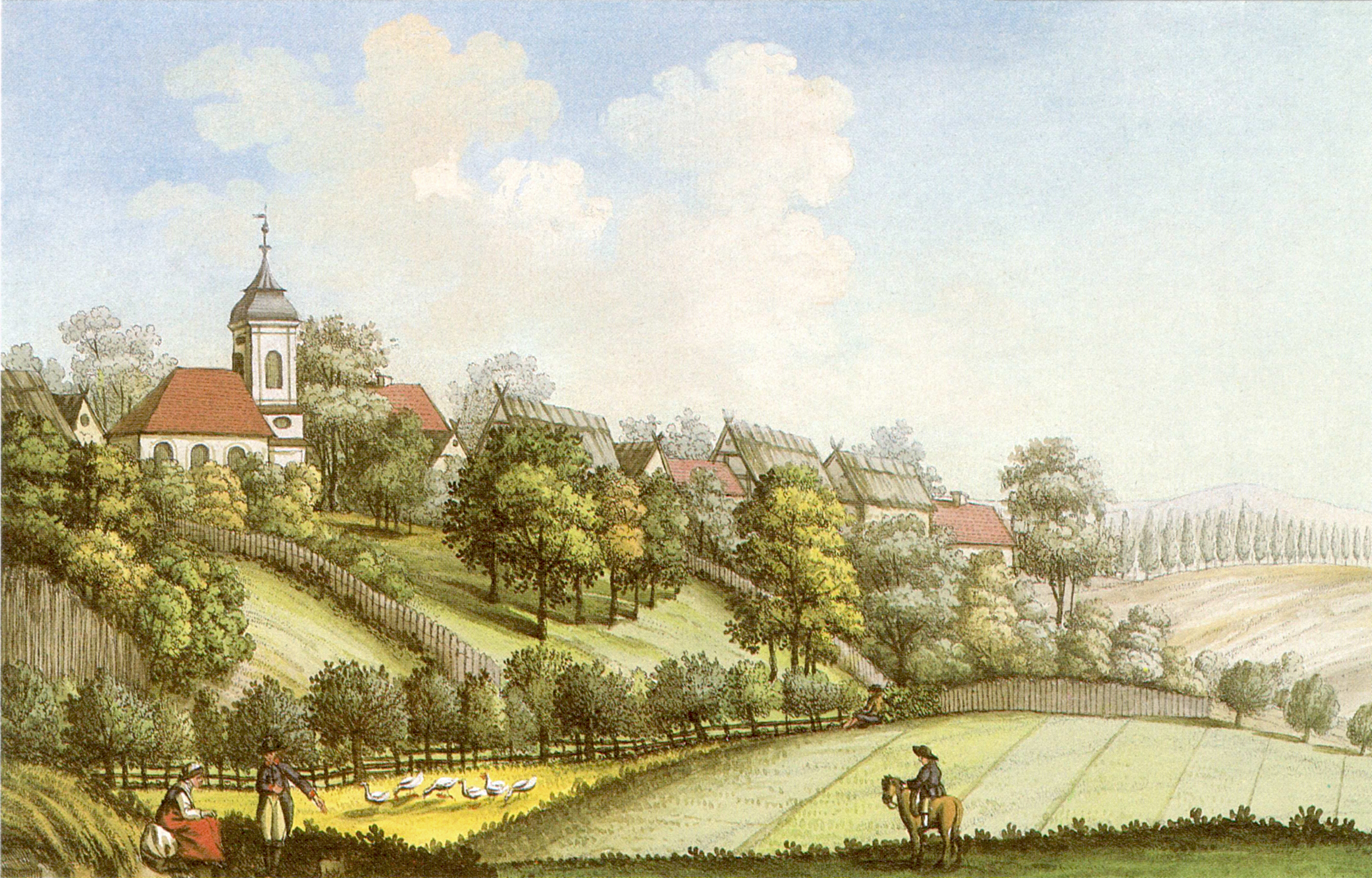
Das Dorf Schöneberg. Kolorierter Kupferstich um 1800. Kupferstichkabinett Berlin

Heute ist er vor allem für seine zahlreichen kolorierten Kupferstiche von Fischen bekannt, die er für das 12-bändige Werk „Allgemeine Naturgeschichte der Fische“ (erschienen 1782 bis 1795) und das Werk „Systema ichthyologiae iconibus CX illustratum“ (1801 herausgegeben) für den Ichthyologen Marcus Bloch herstellte. 
Seit den 1790er Jahren war er in Berlin als Kupferstecher und Landschaftsmaler tätig. 1802 zeigte er auf der Ausstellung der Akademie der Künste „6 Gegenden nach der Natur, in Kupfer gestochen und mit Deckfarben übermalt“. 1806 beteiligte er sich erneut mit zwei gemalten Ansichten des Berliner Schlosses und des Belvedere in Charlottenburg. Damit erwarb er sich den Ruf als „Berlin-Maler“. In den folgenden Jahren schuf er Ansichten von der näheren Umgebung Berlins sowie Blätter mit Motiven aus Sachsen und der Schweiz. 

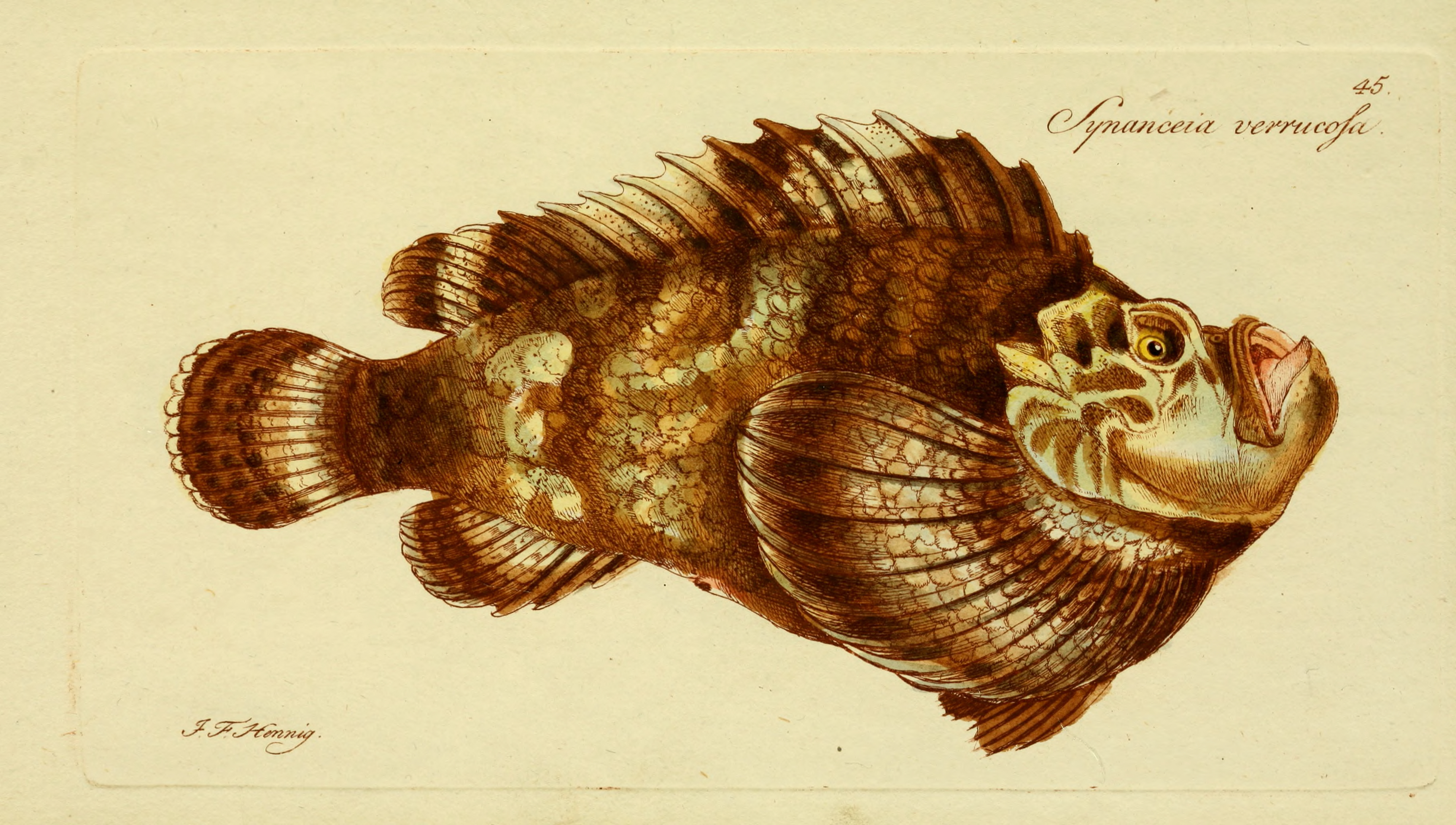
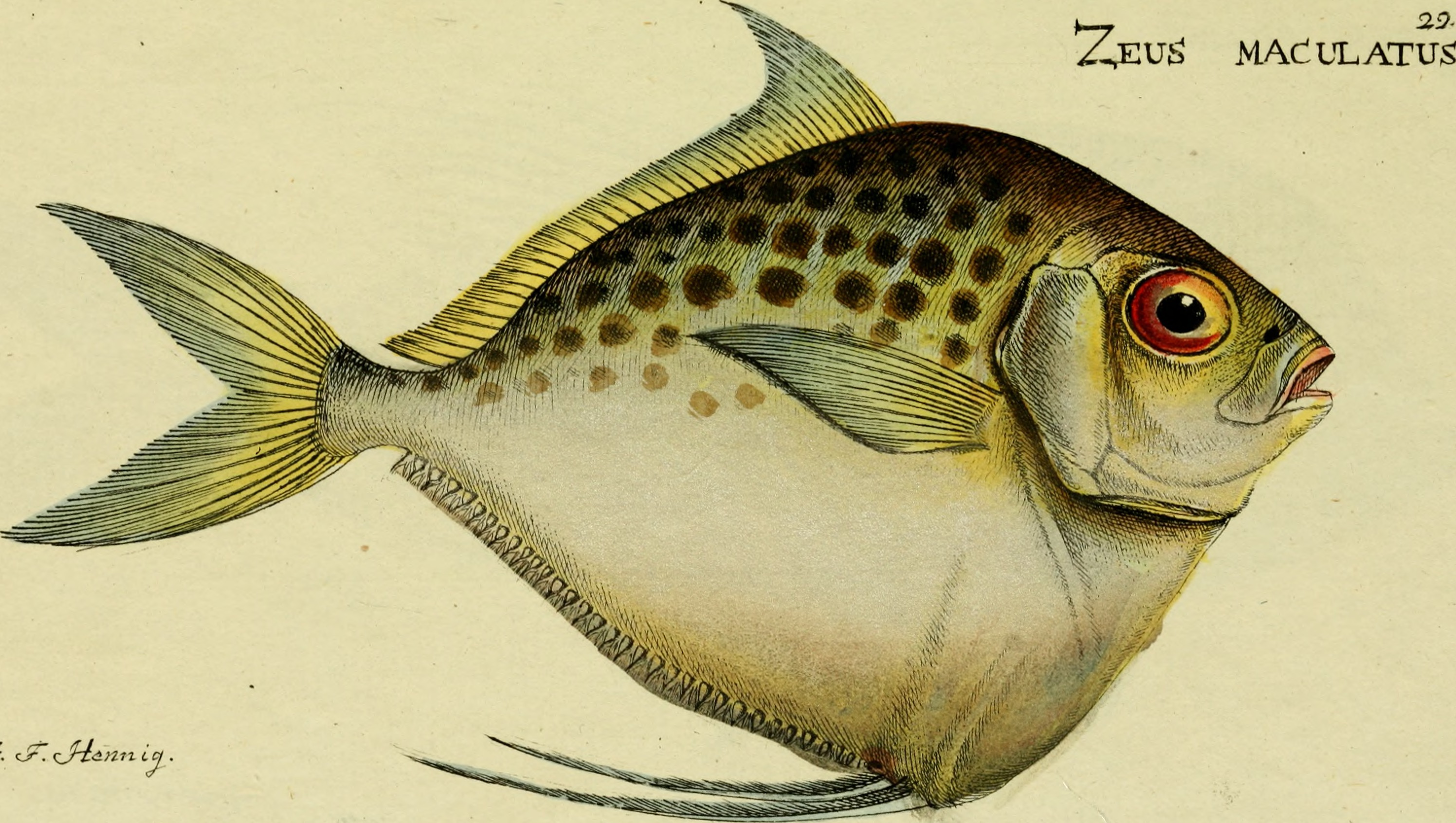
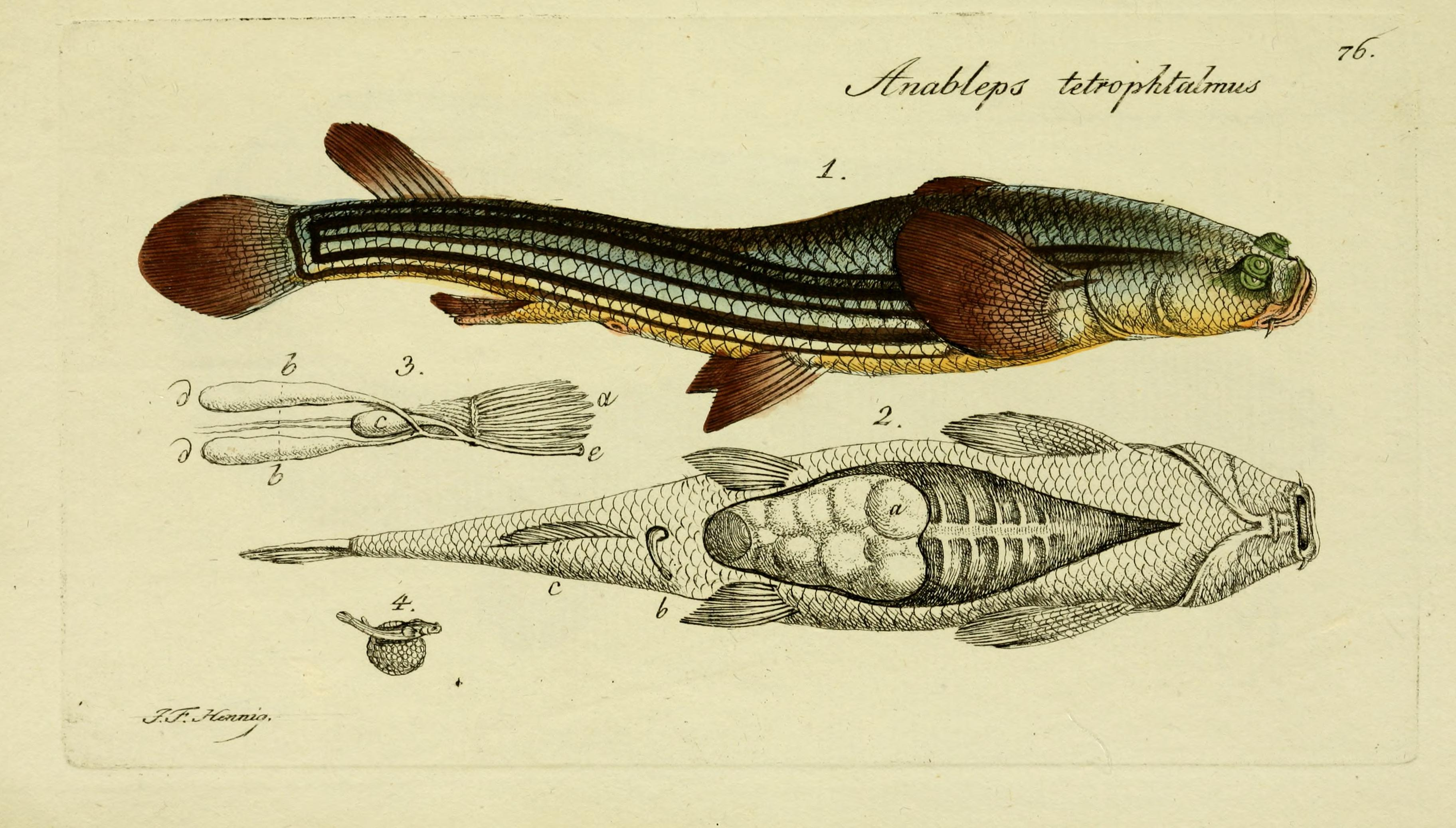
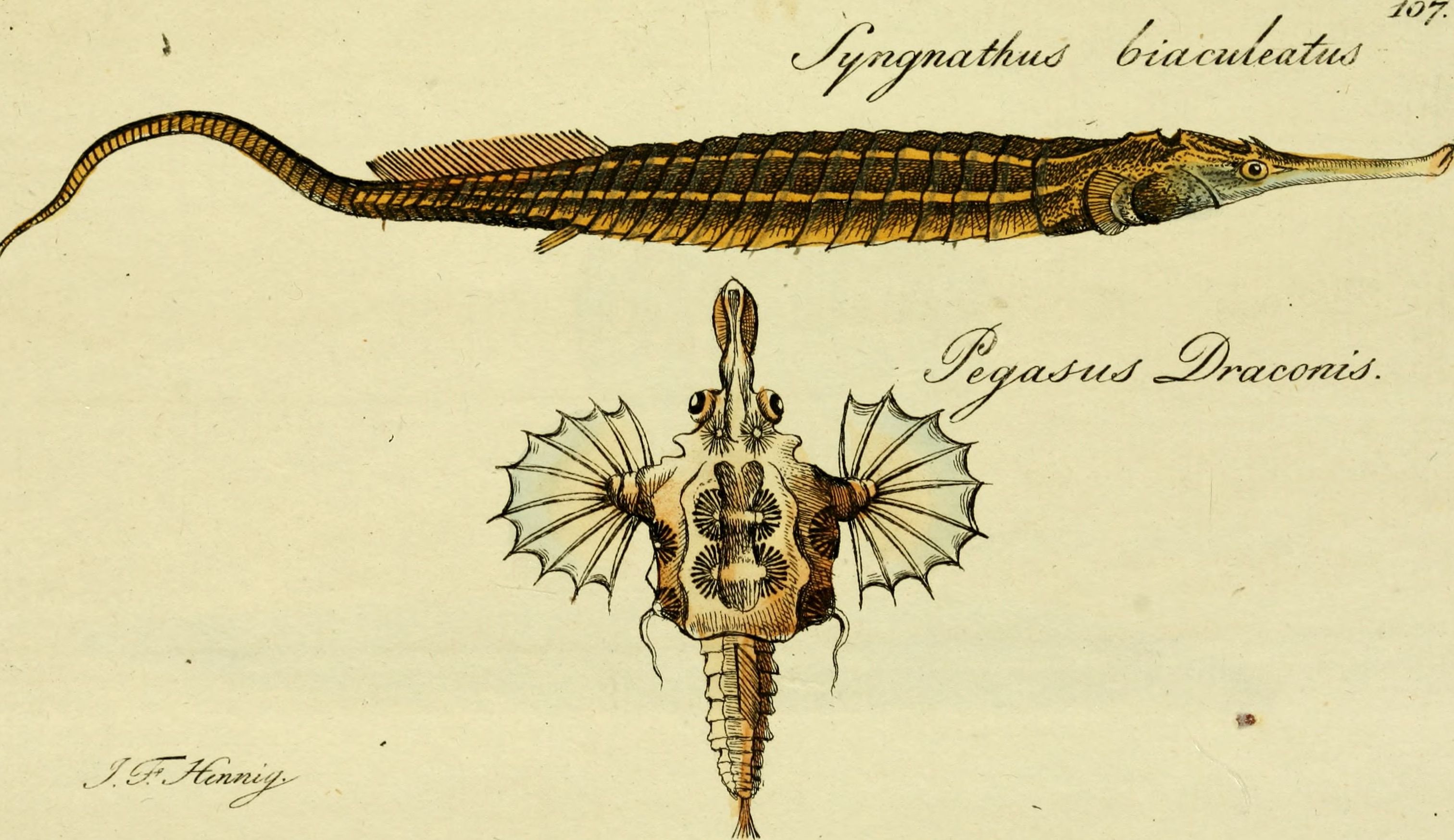
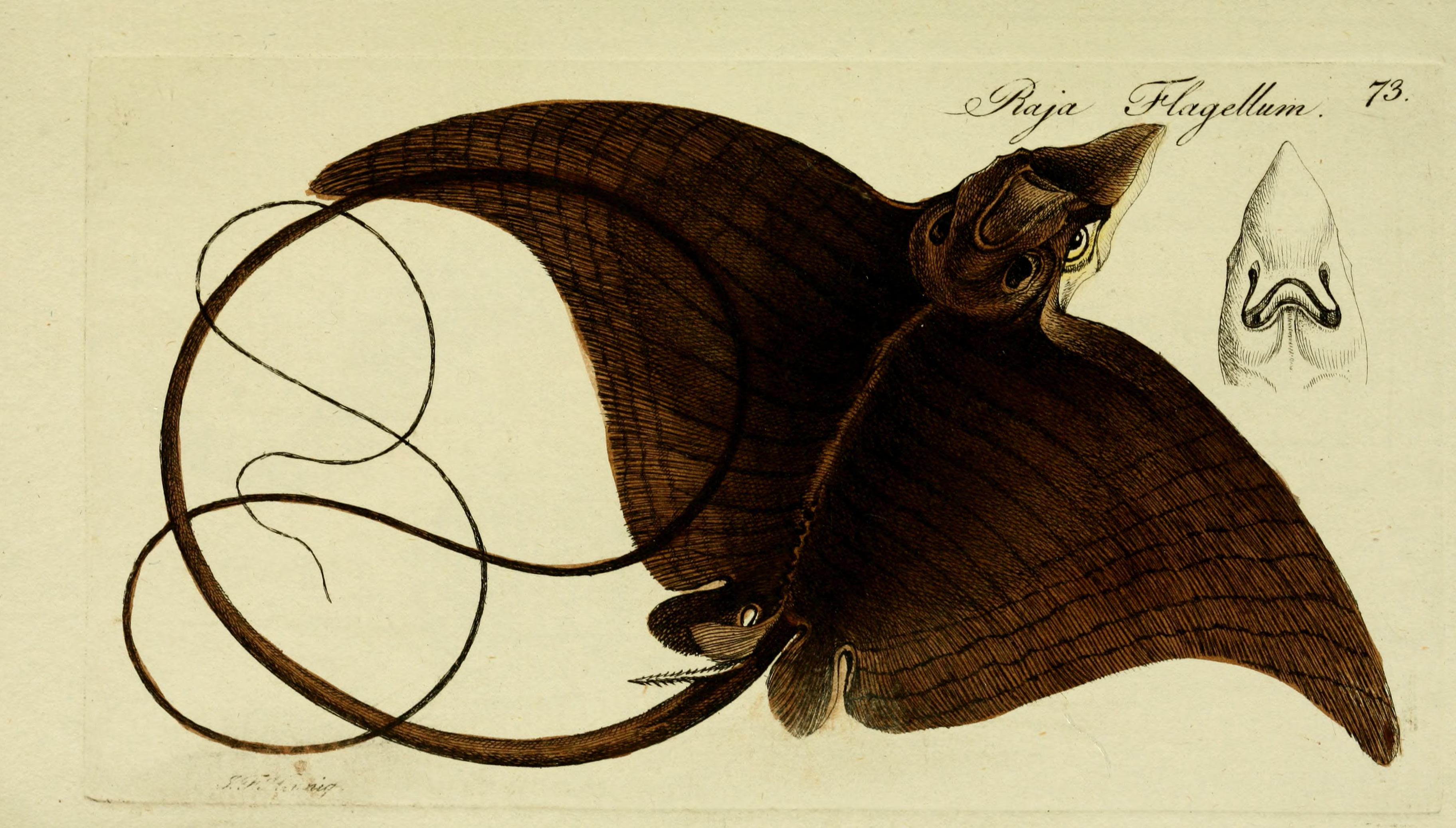